# سيمون بيكجارد
سيمون بيكجارد (بالدنماركية: Simon Bækgaard) (من مواليد 14 أكتوبر 1999) هو لاعب كرة قدم دنماركي محترف، يلعب لنادي إيسبيرغ في دوري الدرجة الأولى الدانماركي.

## مسيرته الكروية

### نادي إيسبيرغ
انضم بيكجارد إلى نادي إيسبيرغ قادمًا من نادي سبانغسبيرغ ليلعب في فريق الشباب.
ظهر بيكجارد في 3 سبتمبر 2017 في أول مباراة رسمية له مع نادي إيسبيرغ في دوري الدرجة الأولى الدانماركي ضد نادي فريماد أماغر، وقد لعب لمدة 62 دقيقة مُدِدَ عقد بيكجارد في أكتوبر 2017 حتى يونيو 2021، بعد أن وقع بالفعل عقدًا مدته عام واحد قبل ثلاثة أشهر، وقد لعب مباراتين في دوري الدرجة الأولى الدانماركي 2017–18.
اُستدعِيَ بيكجارد باستمرار لتشكيلة الفريق الأول الذي لعب في دوري السوبر الدنماركي 2018–19. سجل بيكجارد هاتريك في الجولة الثانية من كأس الدنمارك في سبتمبر 2018، ضد نادي هورشولم. ظهر بديلًا في 7 نوفمبر 2018، أمام نادي سوندرييسكه في الكأس. أنهى الموسم بأربع مباريات لنادي إيسبيرغ.
فشل بيكجارد في أي ظهور له مع نادي إيسبيرغ خلال النصف الأول من موسم 2019–20، ولذلك أُعير إلى نادي الدرجة الثانية الدانماركي آرهوس فريماد في 31 يناير 2020 للفترة المتبقية من الموسم. ظهر لأول مرة في 7 مارس 2020 ضد نادي دالوم، وقد لعب جميع المباراة وفازوا بنتيجة 2-0. سجَّل هدفين مع ناديه آرهوس فريماد في 24 يونيو، وانتهت المباراة بفوزهم بنتيجة 5-0 على نادي برونشوج.

## روابط خارجية
- سيمون بيكجارد على موقع قاعدة بيانات كرة القدم.إي يو (الإنجليزية)
- سيمون بيكجارد على موقع Soccerway.com (الإنجليزية)
- سيمون بيكجارد  على سكروي
- سيمون بيكجارد على موقع نادي إيسبيرغ